# Unteres Pfistertal nördlich von Vilshofen
Das Untere Pfistertal nördlich von Vilshofen ist ein Naturschutzgebiet bei Vilshofen im Oberpfälzer Landkreis Amberg-Sulzbach in Bayern.
Das Naturschutzgebiet befindet sich 800 Meter nordwestlich von Vilshofen in einem Seitental der Vils. Es liegt im Naturpark Hirschwald und ist Bestandteil des Landschaftsschutzgebietes Köferinger Tal, Köferinger Heide, Hirschwald und Vilstal südlich von Amberg sowie des Fauna-Flora-Habitat-Gebiets Naturschutzgebiet Unteres Pfistertal nördlich Vilshofen.
Das 14 ha große Areal ist im Eigentum des Landesbundes für Vogelschutz in Bayern e.V. Trotz seiner geringen Größe umfasst es eine Vielzahl der im Naturraum Mittlere Frankenalb vorkommenden unterschiedlichen Lebensräume. Von besonderer Bedeutung für wasserarmen Karst, sind die im zentralen Bereich vorhandenen Feuchtgebietsstrukturen. Zu finden sind hier eine Verzahnung der Laubmischwälder und Wildgrasfluren, wertvolle  Pflanzengesellschaften, wie z. B. thermophile und mesophile Saumgesellschaften, Kalkhalbtrockenrasen, Eichen-Hainbuchenmischwälder, Kalkschuttflure, Felsspaltgesellschaften, Röhrichte, Schwimmblatt- und Wasserlinsengesellschaften. Es bietet einen Lebensraum für seltene und gefährdete Tierarten, wie Kerbtieren, Amphibien und Vögeln.
Das Naturschutzgebiet wurde am 8. August 1989 unter Schutz gestellt.